# الجمهوريات البحرية
الجمهوريات البحرية (بالإيطالية: Repubbliche marinare)‏ هو الاسم المطلق على مجموعة من الدول المدن التي ازدهرت في إيطاليا في القرون الوسطى. الأربعة الرئيسية منها هي أمالفي وبيزا وجنوة والبندقية. تنافست هذه الدويلات  مع بعضها البعض سواء عسكرياً أو تجارياً. بنت هذه المدن بين القرنين العاشر والثالث عشر أساطيل من السفن لحماية أنفسها ودعم شبكاتها التجارية الواسعة في جميع أنحاء البحر الأبيض المتوسط، مما منحها دوراً أساسياً في الحروب الصليبية. وجدت هذه الدويلات نفسها في مقام التنافس فدخلت في حروب وتحالفات متبدلة.

## عددها
أكثر الجمهوريات البحرية الإيطالية شهرة هي أمالفي وبيزا وجنوى والبندقية، وتعطى هذا الترتيب عادة الذي يعكس التسلسل الزمني لفترات ازدهارها. رغم ذلك شهدت مدن جمهوريات إيطالية أخرى تاريخاً بحرياً رغم أنها أقل شهرة. منها جيتا وأنكونا  وتراني ونولي. زودت جيتا على سبيل المثال الأسطول البابوي بالسفن في معركة أوستيا ضد المسلمين. كما ظهرت جمهورية راغوزا على الساحل الشرقي من البحر الأدرياتيكي، في دالماسيا في مدينة راغوزا (اليوم جزء من كرواتيا وتعرف باسم دوبروفنيك).

## لمحة عامة

شعار الأسطول الإيطالي والجمهوريات البحرية الأربع وهي من الأعلى واليسار مع عقارب الساعة: البندقية وجنوة وبيزا وأمالفي.

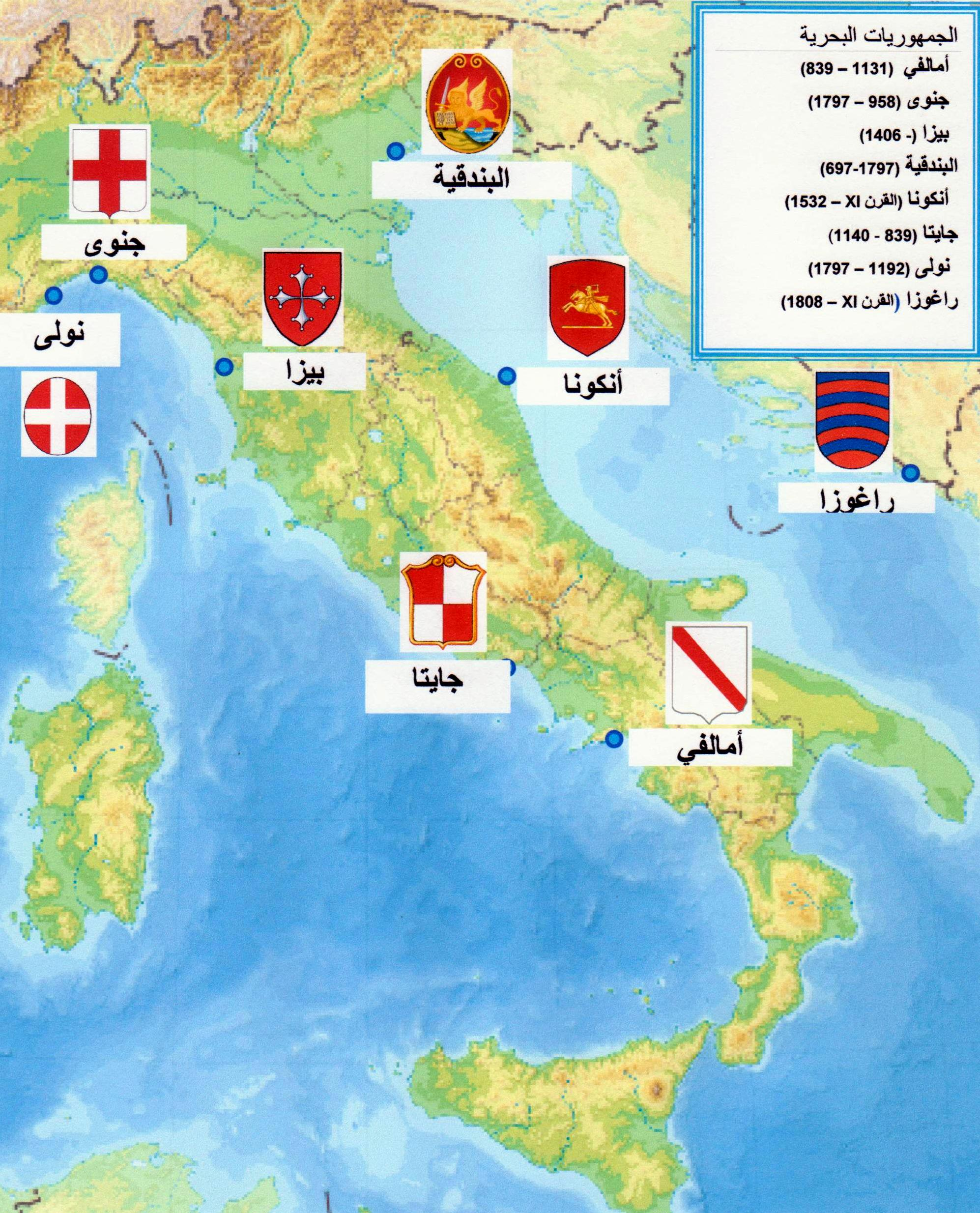

كانت الجمهوريات البحرية من الدول المدن. كانت عموماً جمهوريات مستقلة رسمياً، رغم أن معظمها نشأ من أراض تعود للإمبراطورية البيزنطية (الاستثناءات الرئيسية جنوى وبيزا). كان لجميع هذه المدن خلال فترة استقلالها أنظمة حكم متشابهة (وإن لم تكن متطابقة) حيث كان لطبقة التجار قدر كبير من السلطة.
كانت تلك الجمهوريات منغمسة بشدة في الحروب الصليبية من حيث توفير وسائل النقل والدعم ولكن غالباً للاستفادة من الفرص السياسية والتجارية الناجمة عن هذه الحروب. انطوت الحملة الصليبية الرابعة والتي قصد منها «تحرير» القدس، في الواقع على استيلاء البندقية على كل من زادار والقسطنطينية.
سيطرت كل من الجمهوريات البحرية على مر الزمن على أراض مختلفة، بما في ذلك العديد من جزر البحر الأبيض المتوسط مثل سردينيا وكورسيكا وأراض تطل على البحر الأدرياتيكي وبحر إيجة والبحر الأسود (القرم) ومستعمرات تجارية في الشرق الأدنى وشمال أفريقيا. في هذا الصدد تبرز من البندقية بأنها الوحيدة التي حافظت مساحات هائلة من الأراضي في اليونان وقبرص حتى منتصف القرن السابع عشر.

## أصولها
أدى النمو الاقتصادي في أوروبا حوالي العام 1000 م بالإضافة إلى انعدام الأمن على الطرق التجارية في البر الرئيسي، إلى إمكانية تطوير الطرق التجارية الرئيسية على طول سواحل البحر الأبيض المتوسط. في هذا السياق، منح الاستقلال المتنامي الذي اكتسبته بعض المدن الساحلية دوراً بارزاً في المشهد الأوروبي.
كانت تلك المدن عرضة للغارات الخارجية (الإسلامية غالباً)، لذلك طورت دفاعاتها بشكل مستقل وزودت نفسها بأساطيل حربية ثقيلة. بالتالي تمكنت في القرنين العاشر والحادي عشر من الانتقال إلى الدور الهجومي والاستفادة من التنافس بين القوى البحرية البيزنطية والإسلامية والتنافس معها من أجل السيطرة على طرق التجارة مع آسيا وأفريقيا.

## تطورها
على المستوى المؤسسي، تشكلت المدن من حكومات جمهورية تتمتع بالحكم الذاتي والذي هو تعبير عن طبقة التجار التي تشكل العمود الفقري لقوتها. يتداخل تاريخ الجمهوريات البحرية على حد سواء مع التوسع الأوروبي إلى الشرق ومع أصول الرأسمالية الحديثة كنظام تجاري ومالي. بدأ التجار الجمهوريات البحرية الإيطالية باستخدام النقود الذهبية (أهملت منذ قرون) وتطوير عمليات الصرف الأجنبي والمحاسبة الجديدة. كما حفز التقدم التكنولوجي في مجال الملاحة نمو الثروة التجارية.
وفرت الحملات الصليبية لتلك الدويلات فرصة توسعية؛ اعتمدت الحملات الصليبية بشكل متزايد على الأساطيل الإيطالية في النقل البحري، حيث استغلت الجمهوريات ذلك في انتزاع تنازلات عن مستعمرات والصحول على مبالغ مالية. كانت كل من البندقية وأمالفي وأنكونا  وراغوزا منخرطة بالفعل في تجارة مع المشرق، ولكن التجارة ازدهرت مع تصاعد الحملات الصليبية: تدفق الآلاف من الجمهوريات البحرية الإيطالية إلى شرقي البحر الأبيض المتوسط والبحر الأسود، وأسسوا قواعد وموانئ ومنشآت تجارية عرفت باسم «مستعمرات». كانت تلك جيوباً صغيرة معزولة وتتكون غالباً من مجرد شارع واحد داخل المدينة، حيث كانت تدار بقوانين المدينة الإيطالية الأم عبر حاكم معين من هناك، كما قد توجد كنيسة تحت ولاية الكنيسة الأم في المدينة الإيطالية بينما تقدم المحلات التجارية أنماط من الطعام الإيطالي. كان لهذه المراكز التجارية الإيطالية تأثير سياسي كبير محلياً: شكل التجار الإيطاليون في الواقع في مراكز أعمالهم جمعيات نقابية عملت على الحصول على الامتيازات القانونية والضريبية والجمركية من الحكومات الأجنبية في إطار سياسة واضحة؛ مما ولد العديد من الملكيات الشخصية. على سبيل المثال فإن بيرا في القسطنطينية -بداية جنوية ثم في ظل العثمانيين بندقية- أكبر وأشهر قاعدة تجارية إيطالية.
يتوع تاريخ مختلف الجمهوريات البحرية، وهو أمر مفهوم إذا أخذنا في الاعتبار الفرق في ديمومتها: عاشت البندقية وجنوة ونولي وراغوسا حياة طويلة جداً باستقلال صمد طوال فترة القرون الوسطى ووصل إلى عتبة الحقبة المعاصرة عندما اندلعت الحملات النابليونية. بينما حافظت جمهوريات أخرى على استقلالها حتى عصر النهضة: خضعت بيزا للسيادة الفلورنسية عام 1406، بينما تبعت أنكونا  لسيطرة الدولة البابوية في 1532. أما أمالفي وجيتا ففقدتا استقلالهما في وقت قريب جداً: الأولى عام 1131 والثانية في 1140، بعد أن سقطتا في أيدي النورمان.

### أمالفي
ربما كانت أمالفي أولى الجمهوريات البحرية التي لعبت دوراً رئيسياً، حيث طورت تجارة مكثفة مع بيزنطة ومصر. تخلص التجار الأمالفيون من احتكار العرب لتجارة المتوسط وأسسوا قواعد تجارية في جنوب إيطاليا والشرق الأوسط في القرن العاشر. كان الأمالفيون أول من أنشأ مستعمرة في القسطنطينية. ربما اخترعت البوصلة المعروفة حالياً في أمالفي.
من بين أهم منتجات جمهورية أمالفي هي القوانين الأمالفية، وهي مجموعة من القواعد والقوانين البحرية التي ظلت سارية طوال العصور الوسطى.
خضعت أمالفي عام 1039 لسيطرة إمارة ساليرنو. ثم في 1073، احتل روبرت جيسكارد المدينة واتخذ لقب دوق الأمالفيين. في 1096، ثارت أمالفي وعادت جمهورية مستقلة ولكن تلك الثورة انتهت في 1101. ثارت المدينة مرة أخرى عام 1130 لكنها هزمت في نهاية المطاف عام 1131.
احتلت أمالفي عام 1137 من قبل بيزا، في وقت أضعفتها الكوارث الطبيعية (فيضانات شديدة) وضم أراضيها إلى النورمان في جنوب إيطاليا. بعد سيطرة النورمان الكاملة عليها تدهور وضعها بسرعة وحلت محلها نابولي كمركز تجاري رئيسي.

### بيزا

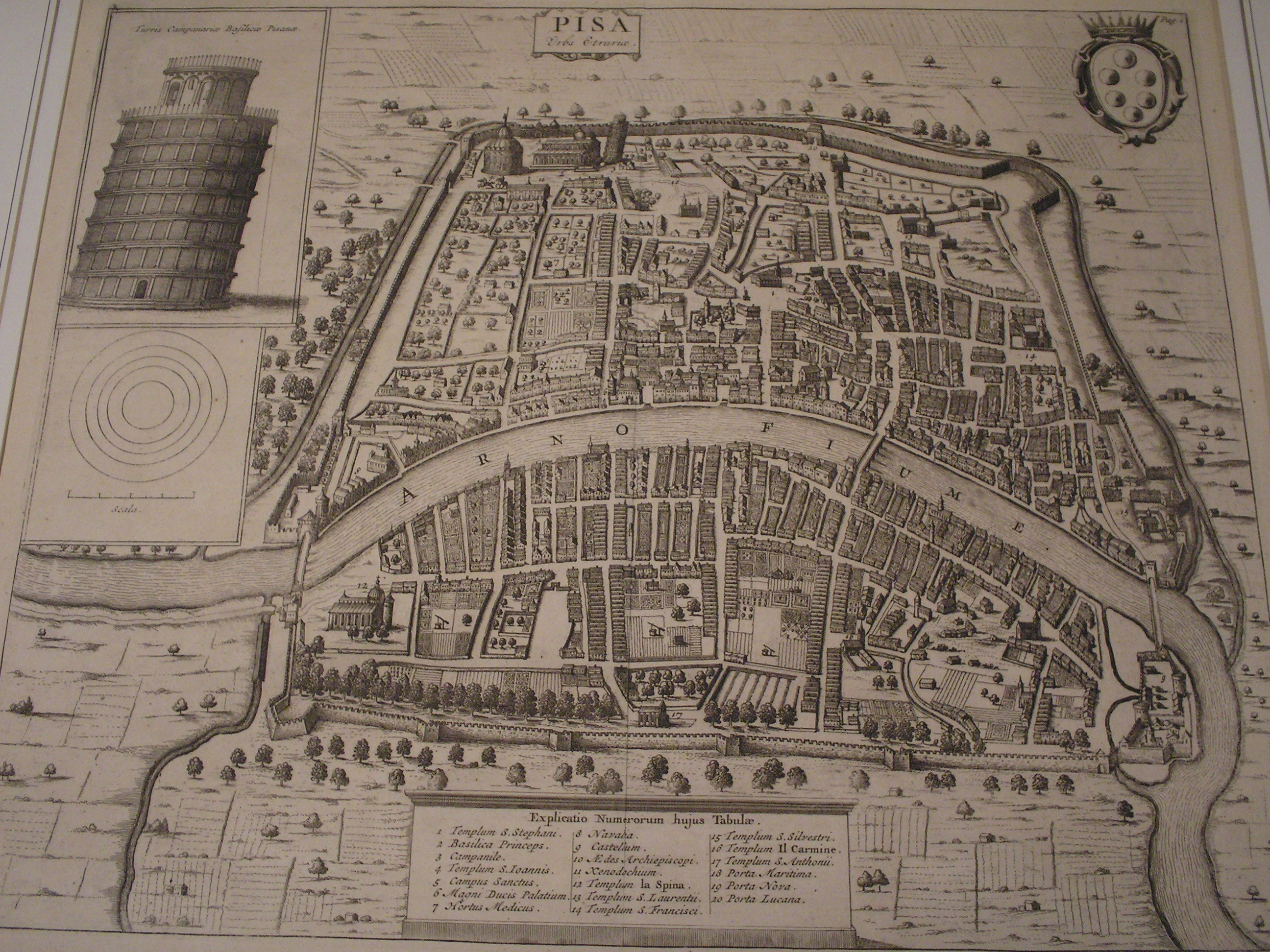
خريطة قديمة لبيزا

تحالفت بيزا وجنوى في 1016 ضد المسلمين وغزتا كورسيكا بالإضافة إلى السيطرة على البحر التيراني. بعد قرن من الزمان سيطرتا على جزر البليار، واحتفل بتلك الحملة في «غيستا تريومفاليا بير بيزانوس» وفي قصيدة ملحمية «ليبر مايوريكينوس» التي ألفت في السنوات 1113-1115.
بلغت بيزا التي تطل على مصب نهر أرنو حينها ذروة مجدها بين القرنين الثاني عشر والثالث عشر عندما سيطرت سفنها على غرب البحر الأبيض المتوسط.
تدهورت العلاقات بين بيزا وجنوى ونما التنافس بينهما في القرن الثاني عشر. أعلنت معركة ميلوريا البحرية عام 1284 بداية الانحدار البيزي، حيث تخلت بيزا عن مطالبها في كورسيكا، وتنازلت عن جزء من سردينيا لصالح جنوى 1299. علاوة على ذلك، حرم الغزو الأراغوني لسردينيا والذي بدأ عام 1324 المدينة التوسكانية من بسط نفوذها على جيوديكاتي كالياري وغالورا. من الناحية الإقليمية، حافظت المدينة على استقلالها وسيطرتها على الساحل التوسكاني حتى 1409 قبل أن تضمها فلورنسا.

### جنوى

علم جمهورية جنوى

ولدت جنوى من جديد في مطلع القرن العاشر بعد أن دمرها المسلمون وذلك بعد أن سلك سكانها طريق البحر. اكتسب أسطولها أهميته من اعتراف الامبراطور الروماني المقدس بمطالب المدينة بسلطة تشريعية وقانون موحد واستقلال اقتصادي.
أدى التحالف مع بيزا للسيطرة على غربي البحر الأبيض المتوسط من سيطرة الأساطيل الإسلامية مع استعادة كورسيكا وجزر البليار وبروفنس.

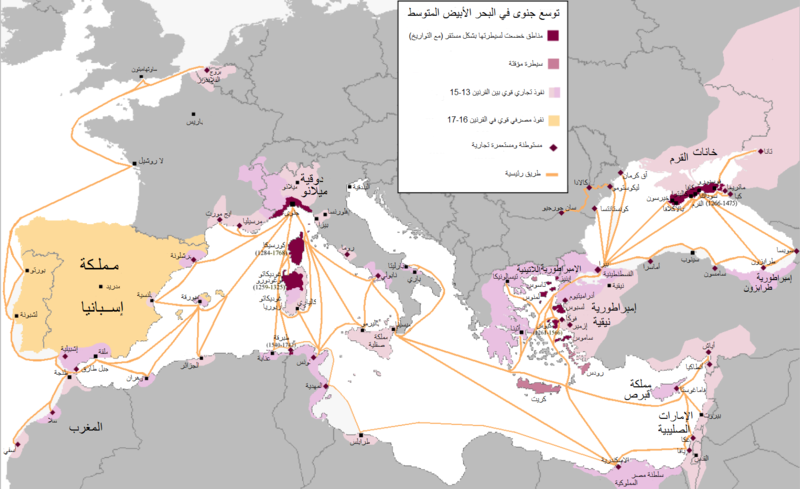
توسع جنوى في المتوسط

تشكلت كومبانيا كوميونيس وهي اجتماع لجميع الجمعيات التجارية في المدينة والتي ضمت أيضاً اللوردات النبلاء في الوديان والسواحل المحيطة بها وهو ما أدى في النهاية إلى صعود حكومة جنوى.
ازدادت أهمية المدينة عبر انضمامها إلى الحملة الصليبية الأولى حيث أدت مشاركتها لاكتسابها امتيازات كبيرة للمجتمعات الجنوية التي انتقلت إلى أماكن كثيرة في الأرض المقدسة. كانت قمة المكتسبات الجنوية في القرن الثالث عشر مع إبرام معاهدة نيمفايوم عام 1261 مع الإمبراطور البيزنطي ميخائيل الثامن باليولوج، والتي تعهد فيها الإمبراطور بمنع البندقية من المضائق المؤدية للبحر الأسود في مقابل الحصول على مساعدات لإعادة السيطرة على القسطنطينية وهكذا تحول البحر الأسود إلى البحر الجنوي. بعد ذلك بوقت قصير هزمت جنوى بيزا في معركة ميلوريا في 1284.
هزم الجنويون في 1298 أسطول البندقية عند جزيرة كورزولا الدلماسية حيث أدت المواجهة إلى القبض على الدوق البندقي وماركو بولو، والذي خلال فترة سجنه في قصر سان جورجو أملى على روستيشيلو دا بيزا شريكه في الزنزانة قصص أسفاره. ظلت جنوى قوية نسبياً حتى الصراع الرئيسي الأخير مع البندقية، حرب كيودجا في 1379، والتي انتهت بفوز البنادقة الذين استعادوا أخيراً السيطرة على التجارة إلى الشرق.
بعد نهاية الفترة المظلمة في القرن الخامس عشر والتي تميزت بالأوبئة والسيطرة الأجنبية، تمتعت المدينة بفترة من أعظم فتراتها بعد استعادة الحكم الذاتي على يدي أندريا دوريا في 1528. أصبحت جنوى في الواقع وطوال القرن التالي الراعي الرئيسي للمملكة الإسبانية جانية أرباحاً طائلة، وهو ما سمح للطبقة الأرستقراطية القديمة الحفاظ على حيوية كبيرة لفترة من الزمن. لكن الجمهورية كانت مستقلة فقط بحكم القانون، لأنها كانت في واقع الأمر في كثير من الأحيان تحت تأثير القوى الكبرى المجاورة، بداية مع الفرنسيين والإسبان ثم النمساويين والسافويين، إلى أن هزمت في نهاية المطاف أمام الحملة النابليونية في عام 1805 وأرفقت بمملكة سردينيا في عام 1815 وهو ما أنهى الازدهار الاقتصادي ودفع العديدين من مهرة العمال ومعظم سكان الأرياف للهجرة إلى الأمريكيتين.

### البندقية

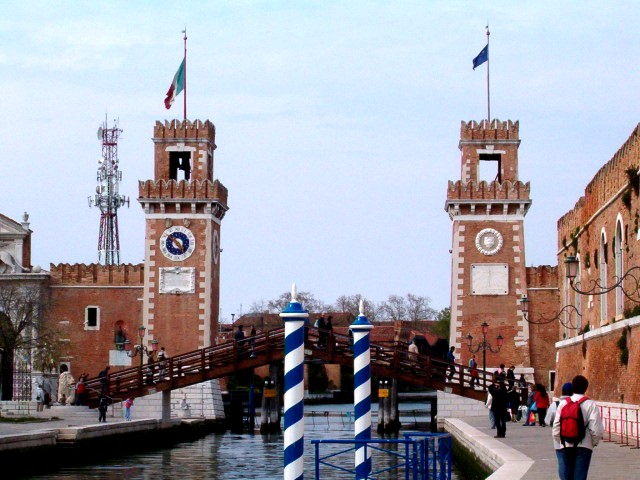
دار الصناعة البندقية.

نشأت جمهورية البندقية - والمعروفة أيضاً باسم «الأصفى» (لا سيرينيسيما) - عام 421. تطورت علاقاتها التجارية مع الإمبراطورية البيزنطية بداية حيث كانت رسمياً جزءاً منها، رغم حصولها على درجة كبيرة من الاستقلال. تحالف البندقية مع بيزنطة لاحقاً لعقود طويلة في نزاعها مع العرب والنورمان.
في حوالي العام 1000 ميلادية بدأت البندقية توسعها في البحر الأدرياتيكي وهزمت القراصنة الذين احتلوا ساحل استريا ودالماسيا من خلال فرض سيطرتها على المنطقة ومدينتها الرئيسية.
في بداية القرن الثالث عشر وصلت المدينة ذروة قوتها حيث سيطرت على الحركة التجارية مع الشرق في البحر الأبيض المتوسط.
كانت الحملة الصليبية الرابعة (1202-1204) حاسمة في سيطرة أسطولها على الجزر والمدن الساحلية ذات الأهمية التجارية للإمبراطورية البيزنطية. منحها الاستيلاء على موانئ هامة مثل كورفو (1207) وكريت (1209) تجارة امتدت إلى الشرق وصولاً إلى سوريا ومصر، وهي النقاط النهائية للطرق التجارية. في نهاية القرن الرابع عشر، كانت البندقية إحدى أغنى الدول في أوروبا وكانت القوة الاقتصادية والتجارية الأوروبية الرائدة خلال العصور الوسطى وعصر النهضة.
هدد توسع الإمبراطورية العثمانية هيمنة البندقية في شرق البحر الأبيض المتوسط في القرون اللاحقة وذلك على الرغم من انتصار البندقية الكبير في معركة ليبانتو البحرية عام 1571 ضد الأسطول التركي ضمن أسطول العصبة المقدسة.
توسعت جمهورية البندقية الأصفى في البر الرئيسي، لتصبح أكبر الجمهوريات البحرية وأقوى الدول في شمال إيطاليا حتى 1797، عندما غزا نابليون بحيرة البندقية واحتل المدينة. بعد سقوط الجمهورية الألبية، أصبحت البندقية مستقلة مرة أخرى ولكنها تراجعت إلى دولة مدينة صغيرة. أصدر المجلس الأعلى للمدينة مرسوماً بحل العديد من المنظمات التي تدير الجمهورية واضطر لتنصيب دوق هابسبورغي على رأس المدينة. سقطت البندقية أخيراً في العام 1848 عندما ضمها الجنرال رادتزكي إلى مملكة لومبارديا فينيشيا التي سيطرت عليها النمسا وكانت عاصمتها ميلان. تم حل السلطة الأخيرة في البندقية -السنيورية الأصفى - وظلت البندقية تحت حكم النمسا حتى عام 1866 عندما ضمت فينيتو إلى مملكة إيطاليا.

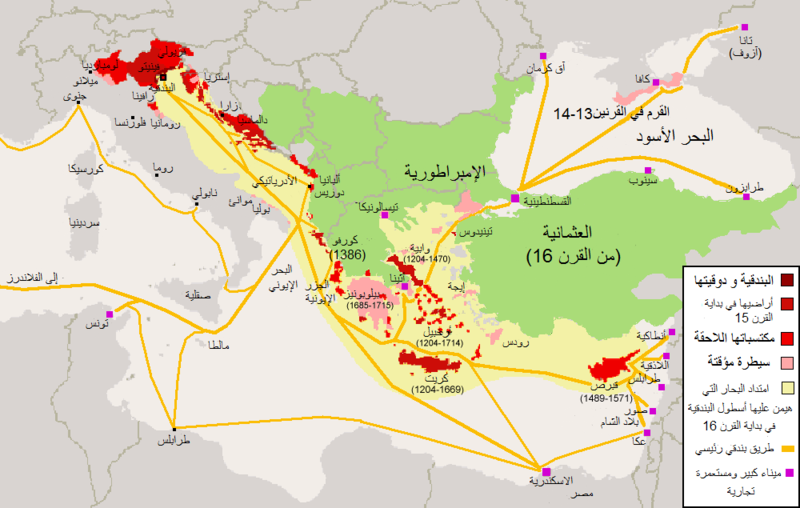
المناطق الخاضعة لسيطرة جمهورية البندقية في القرنين الخامس عشر والسادس عشر.

### أنكونا

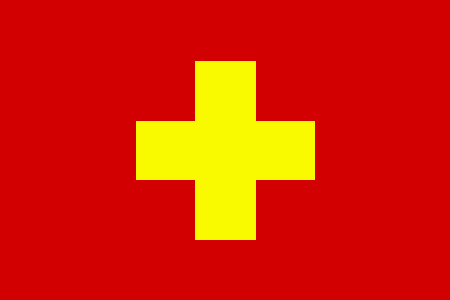
علم جمهورية أنكونا

كانت أنكونا جزءاً من الولايات البابوية منذ عام 774 وجاءت تحت نفوذ الإمبراطورية الرومانية المقدسة بحلول الألفية الثانية لكنها اكتسبت استقلالها تدريجياً لتصبح مستقلة تماماً بحلول عهد البلديات في القرن الثاني عشر. على الرغم من تفوق البندقية بحرياً، كانت جمهورية أنكونا البحرية بارزة من حيث تنميتها الاقتصادية وتجارتها التفضيلية وخصوصاً مع الإمبراطورية البيزنطية. امتلكت أيضاً علاقات ممتازة مع مملكة المجر وحليفتها الشقيقة جمهورية راغوزا. على الرغم من ارتباطها ببيزنطة، حافظت على علاقات جيدة مع الأتراك وقدمت نفسها على أنها البوابة الشرقية لوسط إيطاليا؛ كانت مستودعات جمهورية أنكونا نشطة دائماً في الإسكندرية والقسطنطينية وموانئ بيزنطية أخرى، بينما جرى فرز البضائع المستوردة براً (وبخاصة المنسوجات والتوابل)  عبر اليهود اللوكيين والتجار الفلورنسيين.
كانت أنكونا من وجهة النظر الفنية إحدى مراكز النهضة الأدرياتيكية والتي هي في جوهرها نوع معين من النهضة انتشر بين دالماسيا والبندقية وماركيس ويتميز بإعادة استكشاف الفن الكلاسيكي يرافقه بعض الاستمرارية في الفن القوطي. ولد رسام الخرائط البحرية غرازيوسو بينينكاسا في أنكونا، كما قدم من المدينة أيضاً الملاح وعالم الآثار شيرياكو دي بيتسيكولي والذي سماه زملاؤه الإنسانيون «والد الآثار»، حيث كشف لمعاصريه وجود البارثينون والأهرامات وأبو الهول وغيرها من المعالم الأثرية القديمة الشهيرة التي اعتقد أنها دمرت.
تمكنت أنكونا طوال فترة وجودها من حماية نفسها ضد هجمات الإمبراطورية الرومانية المقدسة (حيث انتصرت في عدة حصارات) والبابوية. من الجدير بالذكر أنها لم تهاجم المدن البحرية الأخرى، لكنها اضطرت دائما للدفاع عن نفسها، وهو ما نجحت فيه حتى 1532، عندما فقدت استقلالها بعد أن نجح البابا كليمنس السابع عبر مناورة سياسية ذكية في الاستيلاء عليها.

### راغوزا

شعار نبالة جمهورية راغوزا

بدأت راغوزا في النصف الأول من القرن السابع تطوير تجارة نشطة في شرق البحر الأبيض المتوسط. ظهرت منذ القرن الحادي عشر بوصفها مدينة تجارية بحرية وخاصة في البحر الأدرياتيكي، ويعود أول عقد تجاري معروف إلى عام 1148 مع مدينة مولفتا، ولكن برزت غيرها من المدن في العقود التالية بما فيها بيزا ونابولي وتيرمولي.
بعد سقوط القسطنطينية خلال الحملة الصليبية الرابعة عام 1204، خضعت راغوزا لسيطرة جمهورية البندقية حيث ورثت منها معظم مؤسساتها. استمر حكم البندقية لمدة قرن ونصف محددة الهيكل المؤسسي للجمهورية المستقبلية مع ظهور مجلس الشيوخ (1252) والموافقة على النظام الأساسي لراغوزا (9 مايو 1272). في عام 1358 وفي أعقاب الحرب مع مملكة المجر، اضطرت البندقية للتخلي عن جزء كبير من ممتلكاتها في دالماسيا وفقاً لمعاهدة زادار. سلمت راغوزا نفسها طوعاً باعتبارها تابعة لمملكة المجر، وهو ما منحها الحق في الحكم الذاتي في مقابل المساعدة عبر أسطولها ودفع جزية سنوية. كانت راغوزا محصنة ومجهزة بمينائين. بدأت بلدية راغوزا بتسمية نفسها بجمهورية راغوزا في عام 1403.
انطلاقاً من ازدهار التجارة البحرية، أصبحت راغوزا قوة رئيسية في جنوب البحر الأدرياتيكي، حتى أصبحت منافسة لجمهورية البندقية. كانت راغوزا لقرون حليفة للمنافس الأدرياتيكي الآخر لجمهورية البندقية ألا وهي أنكونا. تمكن هذا التحالف بين البلدتين على طرفي البحر الأدرياتيكي من مقاومة محاولات البنادقة لجعله «خليجاً بندقياً»، واعتقد أيضاً أنهما تمكنتا من السيطرة بشكل مباشر أو غير مباشر على كافة موانئه. طورت أنكونا وراغوزا طريقاً تجارية بديلة عن الطريق البندقي (البندقية - ألمانيا - النمسا): بدأ هذا الطريق من الشرق ومر عبر راجوسا وأنكونا ثم فلورنسا وأخيراً الفلاندرز.
كانت راغوزا بوابة البلقان والشرق، مكاناً لتجارة المعادن والملح والتوابل والزنجفر. بلغت راغوزا ذروتها خلال القرنين الخامس عشر والسادس عشر بفضل الإعفاءات الضريبية على السلع ذات الأسعار المعقولة.

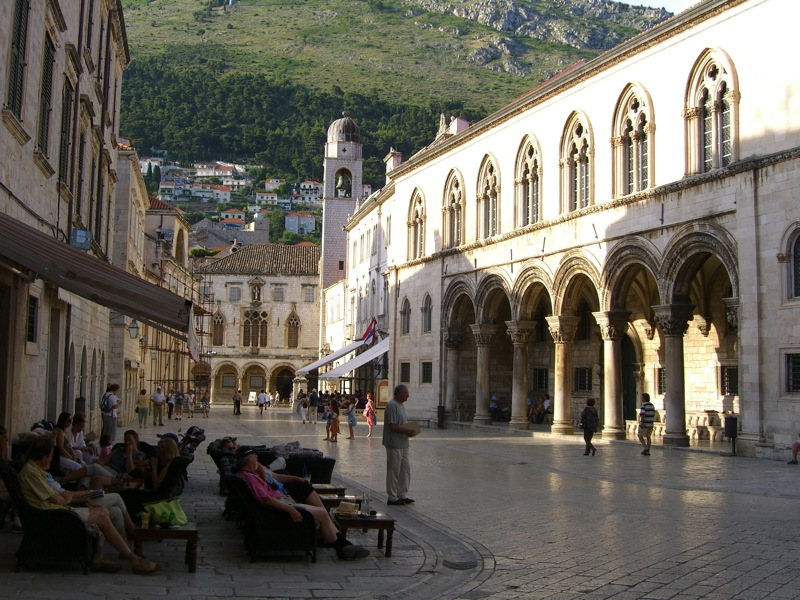
قصر حكام راغوزا (دوبروفنيك حالياً)

كانت البنية الاجتماعية جامدة كما لم تمتلك الطبقات الدنيا أي تأثير على حكومة الجمهورية. من ناحية أخرى أثبتت جمهورية راغوزا تقدمها في أوجه أخرى. في القرن الرابع عشر تم افتتاح أول صيدلية ثم تكية وأول لازاريتو عام (1347) وأخيراً في عام 1418 ألغت الاتجار في العبيد.
قبل التوسع العثماني في شبه جزيرة البلقان وبعد الهزيمة المجرية في معركة موهاج، انتقلت راغوزا رسمياً إلى سلطة السلطان حيث التزمت المدينة بدفع جزية سنوية رمزية وهي خطوة حافظت على استقلاليتها.
في القرن السابع عشر، بدأ تراجع بطيء للجمهورية، ويرجع ذلك أساساً إلى زلزال (6 أبريل 1667) دمر جزءاً كبيراً من المدينة وذهب بأرواح 5000 شخص بما في ذلك الحاكم سيموني دي غيتالدي.
أعيد بناء المدينة بسرعة على حساب البابا وملوك فرنسا وإنكلترا مما جعل من المدينة جوهرة التمدن في القرن السابع عشر، وعاشت الجمهورية صحوة عابرة. أقرت معاهدة بساروفيتش عام 1718 استقلالها التام، ولكن من ناحية أخرى زادت الضرائب التي يتعين دفعها عند بوابة المدينة لتصل إلى 12,500 دوكات.
سقطت جمهورية راغوزا في يد النمساويين في 24 أغسطس 1798. سلم صلح برسبورغ عام 1805 المدينة إلى فرنسا. في 1806 وبعد حصار دام شهراً، استسلمت راغوزا للفرنسيين. قمعت الجمهورية أخيراً بأمر من الجنرال أوغست دو مارمون في 31 يناير 1808 وضمت إلى مملكة إيطاليا النابوليونية.

## العلاقات فيما بينها
نبعت العلاقات بين الجمهوريات البحرية من طبيعتها التجارية. تناولت تلك العلاقات اتفاقيات سياسية أو اقتصادية هدفت إلى تحقيق ربح متبادل من طريق تجاري أو عبر عدم إعاقة الآخر.
مع ذلك، غالباً ما اشتعل التنافس للسيطرة على طرق التجارة مع الشرق عبر البحر الأبيض المتوسط بحيث لم يمكن تسوية الخلافات بالدبلوماسية وحدها وكانت هناك عدة حروب بين الجمهوريات البحرية.

### بيزا والبندقية
مع نهاية القرن الحادي عشر بدأت الحملة الصليبية الأولى في الأراضي المقدسة بعد دعوة من البابا أوربانوس الثاني مدعوماً بخطب بطرس الناسك. انضمت البندقية وبيزا إلى الحرب الصليبية تقريباً في ذات الوقت وسرعان ما دخلت الجمهوريتان في منافسة فيما بينهما. اشتبك الأسطول البندقي في مياه رودس بقيادة المطران أوجينيو كونتاريني بجيش بيزا بقيادة الأسقف داغوبرت. أعطت بيزا والبندقية دعمهما لحصار القدس الذي قاده غودفري بويون. استقرت حملة بيزا بعد ذلك في الأراضي المقدسة حيث أصبح الأسقف داغوبرت بطريرك القدس وتوج غودفري بويون ملكاً للقدس. خلافاً لبيزا أنهت البندقية مشاركتها في الحملة الصليبية الأولى، ربما لأنها كانت تهدف أساساً إلى تحقيق التوازن بين النفوذ الجنوي والبيزاني في المشرق.
مع ذلك، لم تتسم العلاقات بين بيزا والبندقية دائماً بالخصومة والعداوة. وقعت الجمهوريتان في الواقع خلال قرون عدة اتفاقات لتعيين مناطق النفوذ والعمل بحيث لا تعيق أحدهما الأخرى. في 13 أكتوبر 1180 وقعتا اتفاقاً متبادلاً لعدم التدخل في شؤون الأدرياتيكي والتيراني بين دوق البندقية وممثل المجلس البيزاني وفي 1206 أبرمت بيزا والبندقية معاهدة أكدتا فيها من جديد على مناطق نفوذ كل منهما.
في الفترة 1494-1509 وخلال الحصار الفلورنسي لبيزا، قامت البندقية انطلاقاً من موقفها السياسي تجاه الحفاظ على «حرية إيطاليا» والتخلص من التدخل الأجنبي في الأراضي الإيطالية بمساعدة جيش بيزا وحاولت الحفاظ على استعادة الجمهورية ضد عدوان فلورنسا وضد شارل الثامن ملك فرنسا والذي جلب جيشه إلى إيطاليا.

### البندقية وجنوى
كانت العلاقة بين جنوى والبندقية تقريباً عدائية وتنافسية باستمرار سواء من الناحية الاقتصادية أو العسكرية. كانت الأعمال العدائية محدودة حتى بداية القرن الثالث عشر ومجرد أعمال قرصنة نادرة وبعض المناوشات المعزولة. توصلت المدينتان في 1218 إلى اتفاق لإنهاء القرصنة الضارة مع ضمان حماية بعضهما البعض، في حين ضمن حق جنوى في التجارة في أراضي الإمبراطورية الشرقية وهي سوق جديدة ومربحة.

#### حرب القديس سابا ونزاع 1293-1299
اندلعت الأزمة بين الجمهوريتين بعنف خلال أحداث عكا حول ملكية دير القديس سابا الذي احتلته جنوى عام 1255، وبدأت العدوان بطرد الحي البندقي المجاور وتدمير السفن الراسية. تحالفت البندقية بداية الأمر مع بيزا حول مصالحهما المشتركة في سوريا وفلسطين ومن ثم شنت هجوماً مضاداً دمر دير القديس سابا المحصن. اختتم فرار الجنويين والبارون فيليب من مونتفورت حاكم الإمارة المسيحية في سوريا المرحلة الأولى من الحملة العقابية.
بعد عام واحد اشتبكت القوى البحرية الثلاث في صراع غير متكافئ في المياه قبالة عكا. أغرقت كامل السفن الجنوية تقريباً بينما بلغت الخسائر البشرية نحو 1,700 بين مقاتلين وبحارة. ردت جنوى بتحالفات جديدة في الشرق. استولى ميخائيل الثامن باليولوج على العرش النيقي وهدف إلى استعادة السيطرة العسكرية على الأراضي التي كانت تابعة للإمبراطورية البيزنطية. التقى مشروعه التوسعي مع جنوى. غزا أسطول وجيش نيقيا القسطنطينية وسيطر عليها مما تسبب في انهيار الإمبراطورية اللاتينية في القسطنطينية بعد أقل من ستين سنة من إنشائها. هكذا حلت جنوى محل البندقية في احتكار التجارة في البحر الأسود.
اختتمت هذه المرحلة من المواجهات بين جنوى والبندقية في معركة كورزولا (التي انتصرت بها جنوى) والتي أسر فيها أمير البحر البندقي أندريا داندولو وماركو بولو عام 1298. لم يستطع داندلو تحمل عار وصوله إلى جنوى مقيداً بالأغلال وفضل الانتحار بأن هشم في الصف الذي قيد به. بعد مرور عام وقعت الجمهوريتان سلاماً في ميلان.

#### حرب كيودجا
نحو نهاية القرن الرابع عشر، احتل الجنويون جزيرة قبرص التي خضعت لسنيورية بيترو الثاني من لوزينيانو، بينما سلم أندرونيكوس الرابع باليولوج جزيرة تينيدو الأصغر إلى جنوى والتي تعد ميناء هاماً على الطريق البحري نحو البوسفور والبحر الأسود كمقابل للتنازلات التي قدمها والده يوحنا الخامس للبندقية. غذى هذان الحدثان استئناف العمليات العدائية بين الجمهوريتين البحريتين والتي شهدت توسعاً من شرقي المتوسط إلى غربه.
سمي النزاع باسم حرب كيودجا بسبب هزيمة البندقية بعد نجاحها الأولي في بولا واحتل الجنويون كيودجا وحاصروا البندقية نفسها. مع ذلك، تمكن البنادقة من إنشاء أسطول جديد وحاصروا الجنويين في كيودجا وأجبروهم على الاستسلام 1380. انتهت الحرب بصلح تورينو لصالح البندقية في 8 أبريل 1381.
وضع سقوط القسطنطينية في 29 مايو 1453 بيد محمد الثاني العثماني حداً لأحد عشر قرناً من تاريخ الإمبراطورية البيزنطية. أثار هذا الحدث ردود فعل عاطفية تجسدت في مشروع حملة صليبية من طرف نيقولا الخامس.
لتحقيق تلك الحملة توسط البابا بين الائتلافين الذين واصلا المعركة في توسكانا ولومبارديا. دخل كوزيمو دي ميديشي وألفونسو الخامس ملك أراغون العصبة الإيطالية جنباً إلى جنب مع نيقولا الخامس وفرانشيسكو سفورزا من ميلانو والبندقية.
في حين حاول البابا كاليستوس الثاني وخليفته بيوس الثاني تنفيذ فكرة سلفهما وحاولا حشد دول العصبة الإيطالية ودول أوروبية أخرى لصالح الحملة الصليبية في الشرق، هزمهم العثمانيون وأجبروهم على التنازل عن عدد ممتلكات جنوى والبندقية. أظهرت هذه الأحداث سيادة الإمبراطورية العثمانية في شرقي البحر الأبيض المتوسط، وأجبرت الجمهوريتين الإيطاليتين على البحث عن مصير جديد. وجدت جنوى مستقبلها في التمويل الدولي الصاعد بينما اتجهت البندقية نحو التوسع البري.

#### المعارك البرية والعصبة المقدسة

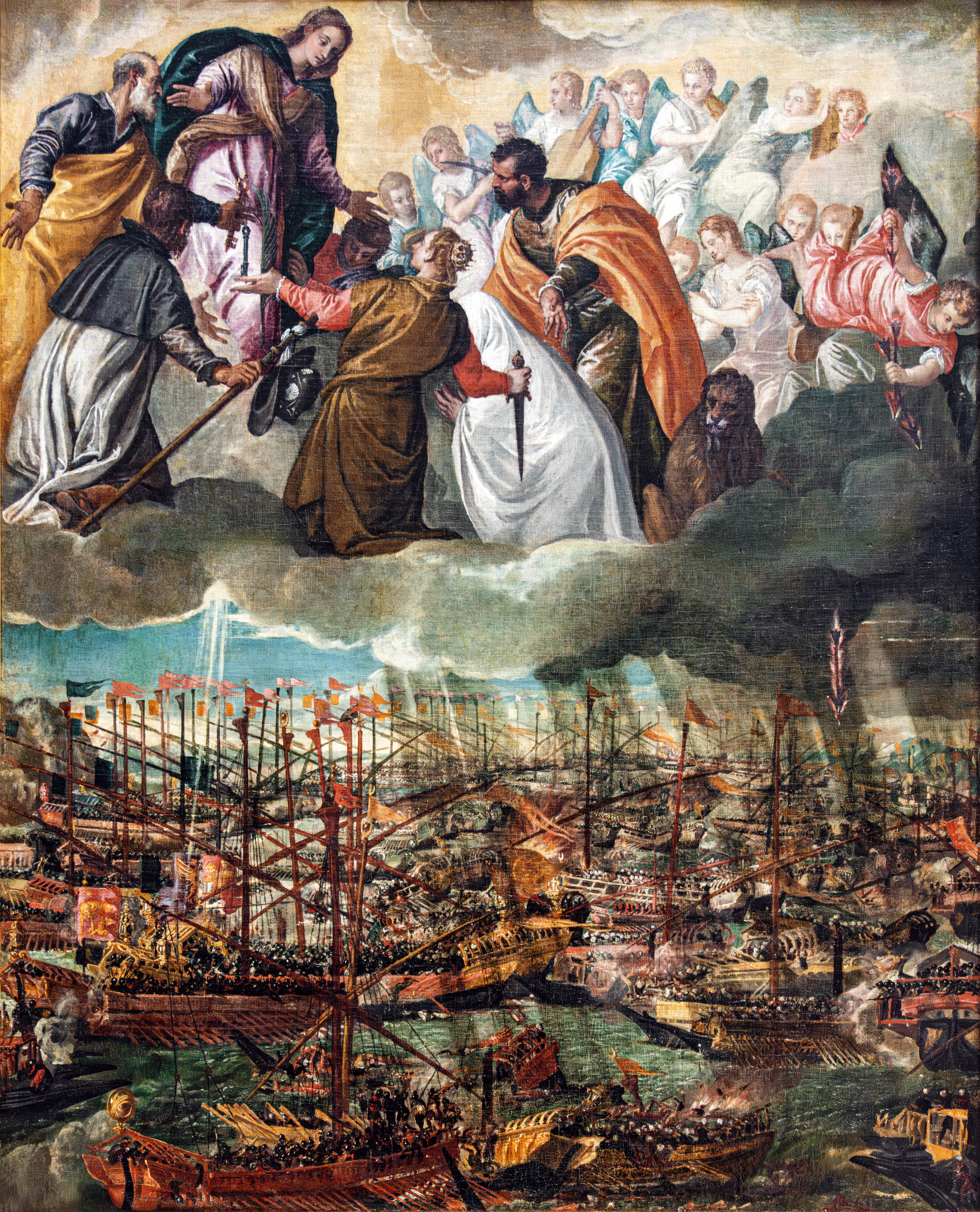
معركة ليبانتو بريشة باولو فيرونيزي.

في منتصف القرن الخامس عشر، وقعت جنوى تحالفًا ثلاثيًا مع فلورنسا وميلانو وقاد ذاك التحالف شارل السابع ملك فرنسا. على الجانب الآخر، وقفت البندقية مع ألفونسو الخامس ملك أراغون المنصب على عرش نابولي. بسبب المنافسة بين الدول الإيطالية، تشكل حلفان كبيران أديا إلى التنامي التدريجي للتدخل الأجنبي في شبه الجزيرة.
في القرن السادس عشر ولوقف التوسع العثماني، وضعت البندقية وجنوى خلافاتهما جانبًا وانضمتا إلى العصبة المقدسة التي أنشأها البابا بيوس الخامس. تشكل معظم الأسطول المسيحي من السفن البندقية بحوالي 100 سفينة بينما دخلت جنوى تحت العلم الإسباني بعد أن وضعت جميع سفنها في خدمة فيليب الثاني. تجمع الأسطول في منطقة خليج ليبانتو واشتبك مع الأسطول العثماني بقيادة علي باشا. دارت المعركة في 7 أكتوبر 1571 من منتصف النهار حتى الفجر وانتهت بانتصار العصبة المقدسة.

### جنوى وبيزا
كانت هاتان الجمهوريتان على اتصال واسع نظراً لموقعهما على البحر التيراني. كانت العلاقات في البداية تعاونية حيث تحالفتا لصد التوسع العربي. إلا أن التنافس لاحقاً كان سيد الموقف للسيطرة على الجانب الغربي من البحر الأبيض المتوسط.

#### التحالف ضد المسلمين
وصلت الجيوش الإسلامية صقلية في بداية الألفية الثانية واستمرت في التوسع شمالاً إلى كالابريا مع محاولة السيطرة على سردينيا. تعاونت بيزا وجنوى لصد أسطول المجاهد الأميري عن سواحل سردينيا، التي استوطنت مؤقتاً بين 1015-1016، وهو ما هدد بقاء الجوديكاتي السردينية. حقق التعاون بين الجمهوريتين أهدافه، لكن الخلافات سرعان ما نشبت من أجل السيطرة على الأراضي الجديدة. نظراً لعدم توفر القوات البرية الكافية، فإنهما لم تستطيعا الحفاظ على الجزيرة التيرانية الكبيرة لفترة طويلة.
وضعت المدينتان حداً لنزاعاتهما والتي كانت مسلحة في بعض الأحيان، عندما لحماية مصالحها المتبادلة في عام 1087 ضد عدوهم المشترك. في صيف العام نفسه أبحر أسطول ضخم يتألف من 200 سفينة جنوية وبيزانية ومن جيتا وساليرنو وأمالفي نحو الساحل الأفريقي للمتوسط. نجح الأسطول في هجومه على مدينة المهدية (6 أغسطس 1087). في 21 أبريل 1092 رقى البابا الرعية إلى رتبة أبرشية مدينة. علاوة على ذلك أخضع أساقفة كورسيكا لسلطة الكنيسة البيزانية.
أقنعت تلك الحملة نفسها البابا أوربانوس الثاني بإمكانية مشروع حملة صليبية كبرى للسيطرة على الأرض المقدسة.
طلب البابا باسكال الثاني في العشرينات من القرن الثاني عشر من بيزا وجنوى تنظيم حملة صليبية في غرب البحر الأبيض المتوسط. كانت الحملة ناجحة جداً حيث سيطرت على جزر البليار من يد المسلمين. قام البابا بدلالة على امتنانه بمنح امتيازات كثيرة للجمهوريتين. منح رئيس أساقفة بيزا الأسبقية في سردينيا إلى جانب كورسيكا.

#### الحرب الأولى بين المدينتين

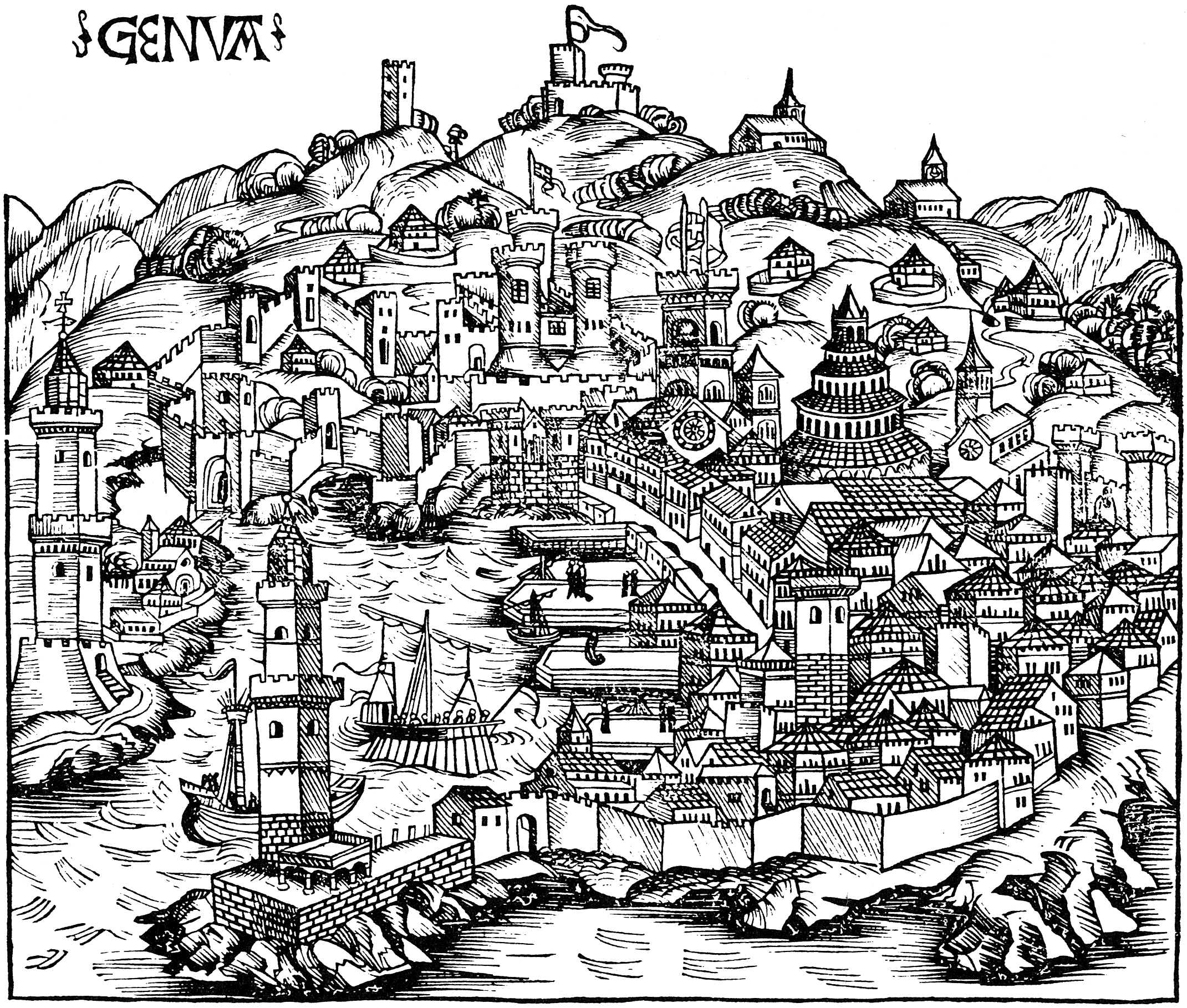
جنوى عام 1493

زادت التنازلات التي نالها رئيس أساقفة بيزا في شهرة الجمهورية التوسكانية في البحر المتوسط كله، ولكنها في الوقت نفسه أثارت حسد جنوى والذي سرعان ما تحول إلى المنافسة والاصطدام.
اعتدت الجنويون في 1119 على بعض السفن البيزانية، وهو ما أطلق شرارة حرب دموية دارت رحاها في البحر وعلى الأرض واستمرت حتى عما 1133 تخللتها عدة هدنات صمدت في بعض الأحيان وانتهكت في أحيان أخرى. كانت الاشتباكات بنتائج متباينة حيث انتهت بتقسيم النفوذ على أبرشية كورسيكا بين المدينتين.

#### الحرب الثانية
عندما وصلت جيوش الإمبراطور فريدريك الأول بربروسا إلى إيطاليا لقمع سلطة المدن الإيطالية، دعمت جنوى الجيش الإمبراطوري على الرغم من بعض التحفظات. بينما منحت بيزا دعمها الكامل وغير المشروط للإمبراطور وشاركت في حصار مدينة ميلانو. في 1162 و1163 منح فريدريك الأول بيزا امتيازات كبيرة.
أثار هذا الاستياء والتنافس مع جنوى والتي تحولت إلى خصومة في صراع مفتوح مجدداً. توقف الصراع بينهما مؤقتاً مع الحملة الرابعة لبرباروسا في إيطاليا، ولكنها استؤنفت بعد وقت قصير من مغادرته البلاد. تم التوصل إلى سلام في 6 نوفمبر 1175 مع عودة الإمبراطور الروماني المقدس إلى إيطاليا. فضل الاتفاق جنوى التي وسعت أراضيها ما وراء البحار. ساهمت بيزا وجنوى في الحملة التي قادها هنري السادس خليفة فريدريك الأول بربروسا ضد مملكة صقلية.

#### هزيمة بيزا
عادت المدينتان للاقتتال بين 1282-1284. دارت بينهما معركة بحرية حاسمة في 6 أغسطس 1284. اقتتل الأسطولان ليوم كامل في ما أصبح يعرف باسم معركة ميلوريا. خرج الجنويون منتصرين بينما أجبرت السفن البيزانية على التراجع إلى ميناء بيزا بعد غياب المساعدة عنها. أسر الجنويون الآلاف ومن بينهم الشاعر روستيشيلو دا بيزا الذي التقى بأسير شهير آخر لدى جنوى وهو ماركو بولو الذي أسر خلال معركة كورزولا حيث دون مغامرات المستكشف البندقي.
أحبطت تلك المعركة إلى حد كبير من قوة الجمهورية التوسكانية والتي فقدت دورها القيادي في غرب البحر الأبيض المتوسط. فقدت بيزا في معركة ميلوريا الآلاف من الشبان مما تسبب في كسر التركيبة السكانية الحساسة. لم تتدخل البندقية لمساعدة حليفتها بيزا في أزمتها. ووفقاً لبعض المؤرخين يمكن اعتبار هذا القرار خطأ من البندقية حيث تخلت عن سيادة التيراني لمنافستها جنوى وفي الوقت نفسه خسرت مساعدة ثمينة من بيزا في الشرق. ومع ذلك كانت بيزا قادرة على الاستمرار في توسعها الإقليمي في توسكانا لعقد بعد ذلك مع غيدو دا مونتيفيلترو وهنري السابع.
في القرن الرابع عشر، تبدلت بيزا من بلدية إلى سنيورية. كان فازيو نوفيلا ديلا غيرارديسكا أرستقراطياً حكيماً ومتنوراً. حسن علاقات بيزا مع فلورنسا والبابوية وجنوى. كانت المعاهدة مع جنوى الأولى من سلسلة من الاتفاقات التجارية.
مع ذلك وفي السنوات الأولى من القرن التالي وتحت حكم غابرييلو ماريا فيسكونتي، حوصرت المدينة من قبل ميلان وجنوى وفلورنسا وفرنسا. استفاد من هذا منافسه جيوفاني غامباكورتا الذي صعد إلى السلطة ولكنه تفاوض سراً على الاستسلام مع المحاصرين. أصبحت بيزا في 6 أكتوبر 1406 ملكاً لفلورنسا التي سعت طويلاً للوصول إلى البحر. وهكذا انتهت جمهورية بيزا.

### أمالفي وبيزا
فقدت أمالفي استقلاليتها الكاملة بالفعل في النصف الثاني من القرن الحادي عشر، على الرغم من أنها واصلت تشغيل رحلاتها التجارية متمتعة بإدارة ذاتية واسعة (على الأقل في هذه الفترة). تحت حماية الملك النورماني وليام الثاني دوق بوليا الثالث، توصل مديرو أمالفي في أكتوبر 1126 إلى اتفاق تجاري مربح مع بيزا المجاورة بهدف التعاون لحماية المصالح المشتركة في التيراني. كان هذا الاتفاق نتيجة للصداقة مع الجمهورية التوسكانية الدائمة منذ عقود.
مع ذلك، لم تمتلك أمالفي جيشًا خاصًا بها لحماية مصالحها التجارية. ولهذا يعزى عدم مشاركتها في كثير من الأحيان في الأعمال العسكرية ضد الجمهوريات البحرية الأخرى. في الواقع، كان جيش بيزا من كسر الاتفاق مع أمالفي وهاجم المدينة الساحلية في 4 أغسطس 1135 في سياق الحرب بين البابا إنوسنت الثاني والإمبراطور الجديد لوثر الثاني (مع جمهوريات جنوة وبيزا إلى جانبهما) ضد روجر الثاني ملك صقلية النورماني الذي كان يسيطر على أمالفي. انتهت تلك الحرب لصالح روجر الثاني والذي فرض سيطرته على أراضي جنوب إيطاليا.
في تلك المناسبة فقدت أمالفي كامل سلطتها السياسية الذاتية.

### البندقية وأنكونا وراغوزا
كانت المنافسة التجارية بين مدن البندقية وأنكونا وراغوزا قوية جدًا لأنها أطلت جميعًا على البحر الأدرياتيكي. تدهورت العلاقات فيما بينها في أكثر من مناسبة إلى معارك مفتوحة. كانت البندقية على بينة من قوتها الكبرى اقتصاديًا وعسكريًا، ولذلك لم ترغب بمنافسة المدن البحرية الأخرى في البحر الأدرياتيكي. كانت هناك عدة موانئ على البحر الأدرياتيكي تحت حكم البندقية ولكن أنكونا وراغوزا احتفظتا باستقلالها. قامت تلك الجمهوريتان بتحالفات متعددة ودائمة كي لا تقعا تحت سيطرة البندقية
في 1174، وحدت البندقية قواتها مع قوات الإمبراطور فريدريك الأول بربروسا في محاولة للسيطرة على أنكونا. كان الإمبراطور فردريك في الواقع في إيطاليا لتأكيد سلطته على المدن الإيطالية. نشر البنادقة العديد من السفن في ميناء أنكونا في حين حاصرتها قوات الإمبراطورية من البر. بعد بضعة شهور من المقاومة الهائلة التي أبداها الأنكونيون وبدعم من القوات البيزنطية تمكنت أنكونا من إرسال مفرزة صغيرة إلى إميليا رومانيا حيث طلبت المساعدة. وصلت قوات فيرارا وبيرتينورو لإنقاذ المدينة وبعد المعركة صدت القوات الإمبراطورية والبنادقة.
حاولت البندقية في عام 1205 قهر راغوزا أيضًا وكانت أنجح في ذلك حيث استولت على المدينة حتى عام 1382 عندما استعادت راغوزا حريتها الفعلية، ذلك لأنها كانت تدفع الجزية للمجريين، وبعد معركة موهاج للأتراك. خلال هذه الفترة أكدت راغوزا على تحالفها القديم مع أنكونا.